# Levi Smans
Levi Smans, né le 25 mars 2003 à Herten aux Pays-Bas, est un footballeur néerlandais qui joue au poste de milieu offensif au SC Heerenveen.

## Biographie

### VVV Venlo
Né à Herten aux Pays-Bas, Levi Smans commence le football avec le club local du SHH Herten avant d'être formé par le VVV Venlo. Lors de l'été 2021 il est promu en équipe première avec d'autres joueurs de l'académie.
En août 2022, il reçoit le Jan Klaassens Award, prix qui récompense chaque saison le plus grand talent de l'académie des jeunes du VVV Venlo.
Le 15 septembre 2023, Smans se fait remarquer en marquant deux buts contre le NAC Breda, en championnat. Il s'agit de son premier doublé en professionnel et il permet à son équipe de l'emporter par trois buts à un.

### SC Heerenveen
Lors de l'été 2024, Levi Smans rejoint le SC Heerenveen. Le transfert est annoncé dès le 24 mai 2024, et il signe un contrat de quatre ans, soit jusqu'en juin 2028,.
Il joue son premier match en Eredivisie, l'élite du football néerlandais, le 11 août 2024, face à l'Ajax Amsterdam, lors de la première journée de la saison 2024-2025. Il entre en jeu à la place de Espen van Ee lors de cette rencontre perdue par son équipe (1-0 score final).